# Berbeo (kommun)
Berbeo är en kommun i Colombia.   Den ligger i departementet Boyacá, i den centrala delen av landet, 120 km nordost om huvudstaden Bogotá. Antalet invånare är 1 913. Arean är 62 kvadratkilometer.
Terrängen i Berbeo är huvudsakligen kuperad, men österut är den bergig.